# Пробив при Добро поле
Битката при До̀бро по̀ле, наричана също Пробив при До̀бро по̀ле, е битка през Първата световна война, състояла се на 15 септември 1918 година на платото Добро поле в Македония между български и противникови сръбско-френски военни формирования.
Битката завършва с поражение за България и пробив на фронта, в резултат на който България е принудена да иска примирие и да излезе от войната.

## Предистория
След като българското настъпление в Румъния и Гърция е спряно, състоянието на фронта се влошава бързо и политическата подкрепа за войната започва да намалява. България постига всичките си военни цели, но е принудена да продължи боевете с помощта на съюзниците си от Централните сили. През 1917 година гладните бунтове растат и пропагандата на опозицията против войната нараства значително.
На 17 юни 1917 година Гърция влиза във войната на страната на Антантата след издаден манифест за война на 23 ноември 1916 година. През лятото на 1918 г. командването на войските на Антантата на Солунския фронт започва подготовка за общо настъпление, чиято цел е извеждане на България от войната. Според плана съглашенските войски трябва да нанесат едновременни удари в 3 направления. В района на Битолския участък, на запад и в района на Дойран се предвижда да бъдат нанесени второстепенните удари. Главният удар е замислен да се нанесе в района на платото Добро поле.

## Ход на битката
Общият план на Антантата включва едновременно нападение на позициите при Дойран и при Добро поле, а после гърци и британци от една страна и французи и сърби от друга страна да се съединят в Скопие и да хванат в „чувал“ 600 хиляди български воини в Македония.
Основните сили на Антантата са френската 122-ра пехотна дивизия (разполагаща със 136 разнокалибрени оръдия) и сръбски части.
Защитници на Добро поле са българските войски от 2-ра тракийска и 3-та балканска пехотни дивизии. Те влизат в състава на 11-а германска армия. 2-ра дивизия е в състава на 61-ви германски корпус, а 3-та дивизия е пряко подчинена на щаба на 11-а армия.
Във 2-ра дивизия ударът е насочен срещу 1/8 бригада (10-и пехотен родопски полк и 30-и пехотен шейновски полк), а в 3-та дивизия – срещу 2/3 бригада (29-и пехотен ямболски полк и 32-ри пехотен загорски полк). Тези сили защитават най-дългите участъци за отбрана на целия фронт в Македония. 1/8 бригада заема участък от около 9 км от Св. Сокол до р. Доброполска, а 2/3 бригада – участък от около 13 км, от р. Доброполска до р. Карадере. Тя има само 6 дружини, 28 оръдия, 76 картечници, 21 минохвъргачки и 52 гранатохвъргачки.
Българите не са изненадани от настъплението на противника. По много канали Главното им командване получава сведения за подготвената от Антантата атака на Добро поле. Не са взети обаче необходимите контрамерки, включително чрез подобряване на и без това лошата отбрана и чрез привличане на резерви.
Затова настъплението на противника заварва българите в лошо положение. На 14 септември 1918 г. в 7.00 ч. започва артилерийската подготовка на противника. Едновременно с нея самолети на Антантата хвърлят бомби по българските и германските позиции на Добро поле. На силния огън на противника българската артилерия в участъка не може да се противопостави. Тя икономисва даже снаряди, които германското командване трудно ѝ отпуска.
В участъка на 1/8 бригада боевете са кръвопролитни. Отделни картечни гнезда се държат до последния войник. Картечните роти от 10-и и 30-и полк, пръснати на 7 км. фронт и подкрепяни само от 28 оръдия, се окопават. Силите на Антантата ги превъзхождат значително в районите на атаките. По време на битката някои български части са обградени. Българите не могат да спрат офанзивата, но и отказват да се предадат. Сърбите и французите продължават да напредват, а накрая огнепръскачките им нанасят опустошителни загуби. Вечерта на 15 септември 1918 г. участъкът на 1/8 бригада е овладян от съглашенците. Другите бригади на 2-ра дивизия удържат още позициите си, но вклиняването на френската 122-ра дивизия е застрашително. Затова командирът на 2-ра дивизия нарежда отстъпление на цялата дивизия на по-задни позиции. На Скалистата висота 1 - ва картечна рота под командването на подпоручник Стратия Мазгалов, окопала се в скалите на позиции, които не могат да бъдат уцелени от съглашенската артилерия и от които могат да стрелят на север, юг и изток, уддържат позицията си срещу френските части дори когато са обкръжени, нанасяйки им тежки загуби, като след изчерпването на патроните продължават да се бият с ръчни гранати и ножове, а след неуспешни атаки с гранати и химическо оръжие французите изгарят живи подпоручник Мазгалов и 11-те му войници с огнехвъргачка.
В участъка на 3-та дивизия ударът на съглашенците е насочен срещу деснофланговата 2/3 бригада. Рано сутринта на 15 септември 1918 г. 17-а френска колониална дивизия настъпва срещу позициите на 29-и пехотен полк. Левият фланг на полка е притиснат. Особено ожесточени са боевете за връх Шейновец. Там борбата е крайно напрегната. Противникът постига успех, едва след като съсредоточава срещу върха цялата си дивизионна артилерия. 29-и полк е принуден да отстъпи. Понася много загуби. По някои данни на по-задни позиции се оттеглят само 15 офицери и 216 подофицери и войници. Съглашенците също понасят тежки загуби. По техни данни губят 3300 души на 15 -16 септември 1918 г.
Изгубването на първата позиция разстройва българските части. На 16 септември 1918 г. съглашенците атакуват 1/8 и 2/3 бригади на втората им позиция. Тя е пробита въпреки контраатаки с малобройни български части. Пристигналият германски генерал фон Ройтер поема командването на войските и се опитва безуспешно да спре съглашенския натиск.
Пробивът е чисто тактически, но има и стратегически последици главно поради бездействието на българското и германското командване. В образувания коридор съглашенските войски настъпват много бавно на север, в различни направления, защото се опасяват от евентуален контраудар по слабо защитените им флангове. Такъв удар обаче българските войски не нанасят, макар че разполагат с достатъчно сили и средства да го направят. Така с пробива си съглашенските войски постигат и стратегически успех.

## Метеж
След поражението при Добро поле други български войници започват да се бунтуват и фронтът започва да се разпада.
Бунтовниците поемат към столицата в стремеж да се разправят с правителството. Обявяват в Радомир сваляне на монархията и на нейно място т.нар. Радомирска република. Когато стигат до село Владая, са разгромени от юнкерите и германски войски.

## Последици
10 дни след битката, която разрушава фронта на българската армия, Антантата настъпва в България, където среща слаба съпротива.
На 29 септември 1918 г. в Солун България подписва примирие със съюзниците, излизайки официално от войната. Армията подлежи на демобилизация. Правителството успява да издейства недопускане на окупация на страната от войските на съседните държави, което е голям успех.
През ноември 1919 година Ньойският договор предава Западна Тракия първо на Съглашението, а през 1922 г. е окупирана от Гърция, отнемайки достъпа на България до Егейско море. Кралство Сърбия, малко по-рано преобразувано в Кралство на сърби, хървати и словенци, отново получава Вардарска Македония, както и Западните покрайнини, а Южна Добруджа е дадена на Румъния. Строгите ограничения, наложени на развитието на българската армия и огромните репарации в храни и пари, водят до утежняване на следвоенното положение в България. Според историка Светлозар Елдъров позицията е могла да бъде удържана, както при Дойран по същото време, и в такъв случай България въпреки станалата неизбежна по това време загуба на войната е щяла да запази предвоенните си граници, добавяйки към тях Южна Добруджа и да избегне пленяването на българските части в състава на 11-та Германска армия. 